# Helictes conspicuus
Helictes conspicuus är en stekelart som först beskrevs av Forster 1871.  Helictes conspicuus ingår i släktet Helictes och familjen brokparasitsteklar. Inga underarter finns listade i Catalogue of Life.